# Saursfjord
Saursfjord est une localité du comté de Nordland, en Norvège.

## Géographie
Administrativement, Saursfjord fait partie de la kommune de Steigen.